# Gran Premio de Malasia de Motociclismo de 2000
El Gran Premio de Malasia de Motociclismo de 2000 fue la segunda prueba del Campeonato del Mundo de Motociclismo de 2000. Tuvo lugar en el fin de semana del 31 de marzo al 2 de abril de 2000 en el Circuito Internacional de Sepang, situado en Sepang, Selangor, Malasia. La carrera de 500cc fue ganada por Kenny Roberts, Jr., seguido de Carlos Checa y Garry McCoy. Shinya Nakano ganó la prueba de 250cc, por delante de Olivier Jacque y Daijiro Kato. La carrera de 125cc fue ganada por Roberto Locatelli, Youichi Ui fue segundo y Mirko Giansanti tercero.

## Resultados 500cc
| Pos. | N.º | Piloto              | Constructor | Vueltas | Tiempo/Retirado | Grilla | Puntos |
| ---- | --- | ------------------- | ----------- | ------- | --------------- | ------ | ------ |
| 1    | 2   | Kenny Roberts, Jr.  | Suzuki      | 15      | 31:58.102       | 1      | 25     |
| 2    | 7   | Carlos Checa        | Yamaha      | 15      | +1.870          | 4      | 20     |
| 3    | 24  | Garry McCoy         | Yamaha      | 15      | +7.190          | 6      | 16     |
| 4    | 4   | Max Biaggi          | Yamaha      | 15      | +13.202         | 3      | 13     |
| 5    | 9   | Nobuatsu Aoki       | Suzuki      | 15      | +22.214         | 11     | 11     |
| 6    | 8   | Tadayuki Okada      | Honda       | 15      | +22.858         | 12     | 10     |
| 7    | 5   | Sete Gibernau       | Honda       | 15      | +25.081         | 14     | 9      |
| 8    | 10  | Alex Barros         | Honda       | 15      | +25.229         | 9      | 8      |
| 9    | 55  | Régis Laconi        | Yamaha      | 15      | +25.522         | 13     | 7      |
| 10   | 99  | Jeremy McWilliams   | Aprilia     | 15      | +35.874         | 15     | 6      |
| 11   | 17  | Jurgen vd Goorbergh | TSR-Honda   | 15      | +46.150         | 10     | 5      |
| 12   | 31  | Tetsuya Harada      | Aprilia     | 15      | +46.615         | 16     | 4      |
| 13   | 25  | José Luis Cardoso   | Honda       | 15      | +1:03.255       | 17     | 3      |
| 14   | 11  | José David de Gea   | Modenas     | 15      | +1:05.616       | 18     | 2      |
| 15   | 22  | Sébastien Gimbert   | Honda       | 15      | +1:08.226       | 19     | 1      |
| 16   | 12  | Shane Norval        | Honda       | 15      | +1:42.190       | 21     |        |
| 17   | 6   | Norick Abe          | Yamaha      | 14      | +1 Vuelta       | 5      |        |
| Ret  | 46  | Valentino Rossi     | Honda       | 4       | Accidente       | 7      |        |
| Ret  | 15  | Yoshiteru Konishi   | TSR-Honda   | 3       | Accidente       | 20     |        |
| Ret  | 65  | Loris Capirossi     | Honda       | 0       | Colisión        | 2      |        |
| Ret  | 1   | Àlex Crivillé       | Honda       | 0       | Colisión        | 8      |        |

- Pole position: Kenny Roberts, Jr., 2:06.053
- Vuelta Rápida: Kenny Roberts, Jr., 2:06.839

## Resultados 250cc
| Pos. | N.º | Piloto             | Constructor | Vueltas | Tiempo/Retirado | Grilla | Puntos |
| ---- | --- | ------------------ | ----------- | ------- | --------------- | ------ | ------ |
| 1    | 56  | Shinya Nakano      | Yamaha      | 20      | 43:20.928       | 5      | 25     |
| 2    | 19  | Olivier Jacque     | Yamaha      | 20      | +4.042          | 4      | 20     |
| 3    | 74  | Daijirō Katō       | Honda       | 20      | +6.270          | 2      | 16     |
| 4    | 6   | Ralf Waldmann      | Aprilia     | 20      | +17.172         | 3      | 13     |
| 5    | 13  | Marco Melandri     | Aprilia     | 20      | +41.679         | 9      | 11     |
| 6    | 14  | Anthony West       | Honda       | 20      | +43.577         | 8      | 10     |
| 7    | 37  | Luca Boscoscuro    | Aprilia     | 20      | +46.589         | 6      | 9      |
| 8    | 9   | Sebastián Porto    | Yamaha      | 20      | +50.730         | 16     | 8      |
| 9    | 30  | Alex Debón         | Aprilia     | 20      | +57.955         | 19     | 7      |
| 10   | 66  | Alex Hofmann       | Aprilia     | 20      | +58.477         | 12     | 6      |
| 11   | 8   | Naoki Matsudo      | Yamaha      | 20      | +58.659         | 11     | 5      |
| 12   | 24  | Jason Vincent      | Aprilia     | 20      | +59.380         | 23     | 4      |
| 13   | 21  | Franco Battaini    | Aprilia     | 20      | +1:05.180       | 7      | 3      |
| 14   | 44  | Roberto Rolfo      | TSR-Honda   | 20      | +1:15.621       | 24     | 2      |
| 15   | 16  | Johan Stigefelt    | TSR-Honda   | 20      | +1:19.994       | 25     | 1      |
| 16   | 41  | Jarno Janssen      | TSR-Honda   | 20      | +1:31.080       | 17     |        |
| 17   | 25  | Vincent Philippe   | TSR-Honda   | 20      | +1:33.083       | 27     |        |
| 18   | 18  | Shahrol Yuzy       | Yamaha      | 20      | +1:45.662       | 18     |        |
| 19   | 12  | Mike Baldinger     | Yamaha      | 20      | +1:46.346       | 26     |        |
| Ret  | 31  | Lucas Oliver Bultó | Yamaha      | 13      |                 | 28     |        |
| Ret  | 54  | David García       | Aprilia     | 12      | Accidente       | 14     |        |
| Ret  | 10  | Fonsi Nieto        | Yamaha      | 10      |                 | 22     |        |
| Ret  | 77  | Jamie Robinson     | Aprilia     | 7       |                 | 15     |        |
| Ret  | 15  | Adrian Coates      | Aprilia     | 4       |                 | 13     |        |
| Ret  | 11  | Ivan Clementi      | Aprilia     | 0       | Accidente       | 21     |        |
| Ret  | 26  | Klaus Nöhles       | Aprilia     | 0       | Accidente       | 10     |        |
| Ret  | 4   | Tohru Ukawa        | Honda       | 0       | Accidente       | 1      |        |
| Ret  | 42  | David Checa        | TSR-Honda   | 0       | Accidente       | 20     |        |

- Pole position: Tohru Ukawa, 2:08.225
- Vuelta Rápida: Shinya Nakano, 2:09.116

## Resultados 125cc
| Pos. | N.º | Piloto             | Constructor | Vueltas | Tiempo/Retirado | Grilla | Puntos |
| ---- | --- | ------------------ | ----------- | ------- | --------------- | ------ | ------ |
| 1    | 4   | Roberto Locatelli  | Aprilia     | 19      | 43:30.945       | 3      | 25     |
| 2    | 41  | Youichi Ui         | Derbi       | 19      | +0.161          | 3      | 20     |
| 3    | 32  | Mirko Giansanti    | Honda       | 19      | +0.163          | 9      | 16     |
| 4    | 1   | Emilio Alzamora    | Honda       | 19      | +1.299          | 4      | 13     |
| 5    | 5   | Noboru Ueda        | Honda       | 19      | +6.246          | 1      | 11     |
| 6    | 23  | Gino Borsoi        | Aprilia     | 19      | +6.315          | 12     | 10     |
| 7    | 8   | Gianluigi Scalvini | Aprilia     | 19      | +11.098         | 15     | 9      |
| 8    | 3   | Masao Azuma        | Honda       | 19      | +11.329         | 7      | 8      |
| 9    | 17  | Steve Jenkner      | Honda       | 19      | +11.540         | 14     | 7      |
| 10   | 26  | Ivan Goi           | Honda       | 19      | +15.917         | 11     | 6      |
| 11   | 22  | Pablo Nieto        | Derbi       | 19      | +23.496         | 17     | 5      |
| 12   | 29  | Ángel Nieto Jr     | Honda       | 19      | +26.226         | 16     | 4      |
| 13   | 11  | Max Sabbatani      | Honda       | 19      | +30.126         | 6      | 3      |
| 14   | 16  | Simone Sanna       | Aprilia     | 19      | +34.564         | 10     | 2      |
| 15   | 35  | Reinhard Stolz     | Honda       | 19      | +56.991         | 20     | 1      |
| 16   | 15  | Alex De Angelis    | Honda       | 19      | +1:02.794       | 19     |        |
| 17   | 18  | Toni Elías         | Honda       | 19      | +1:03.411       | 18     |        |
| 18   | 9   | Lucio Cecchinello  | Honda       | 19      | +1:04.648       | 8      |        |
| 19   | 24  | Leon Haslam        | Italjet     | 19      | +1:25.423       | 24     |        |
| 20   | 48  | Decha Kraisart     | Yamaha      | 19      | +2:14.740       | 27     |        |
| Ret  | 51  | Marco Petrini      | Aprilia     | 14      |                 | 23     |        |
| Ret  | 39  | Jaroslav Huleš     | Italjet     | 14      |                 | 22     |        |
| Ret  | 10  | Adrián Araujo      | Honda       | 12      |                 | 25     |        |
| Ret  | 53  | William De Angelis | Aprilia     | 11      |                 | 21     |        |
| Ret  | 21  | Arnaud Vincent     | Aprilia     | 10      |                 | 2      |        |
| Ret  | 12  | Randy De Puniet    | Aprilia     | 10      |                 | 13     |        |
| Ret  | 49  | Suhathai Chamsub   | Honda       | 1       |                 | 26     |        |

- Pole position: Noboru Ueda, 2:15.886
- Vuelta Rápida: Mirko Giansanti, 2:16.138